# جرج رموس
جرج رموس (انگلیسی: George Remus; ۱۳ نوامبر ۱۸۷۸ – ۲۰ دسامبر ۱۹۵۲) وکیل، و داروساز اهل آمریکایی آلمانی‌تبار بود. او در دوران ممنوعیت الکل در ایالات متحده آمریکا به قدت و ثروت رسید.

## اوایل زندگی
رموس در سال ۱۸۷۸ در لندزبرگ آلمان متولد شد. والدین او فرانک و ماری رموس نام داشتند. رموس یک برادر به نام هرمان و یک و خواهر به نام فرانسیس داشت. خانواده او تا ۴ سالگی وی در آلمان زندگی می‌کرند. رموس در ۱۵ ژوئن ۱۸۸۲ وارد ایالات متحده شد (با کشتی به نام «فیفینگتون» که به نیویورک از طریق نروژ در حال آمدن بود) او مدت کوتاهی در مریلند و سپس ویسکونسین زندگی کرد و سرانجام در سال ۱۸۸۵ به شیکاگو نقل مکان کرد. در سن ۱۴ سالگی، جورج با کار در داروخانه عموی خود خانواده را تأمین کرد زیرا پدر رموس دلیل معلولیت  قادر به کار نبود. پس از فارغ‌التحصیلی از دانشکده داروسازی شیکاگو در ۱۹ سالگی، ریموس داروسازی معتبر شد و داروخانه را در ۲۱ سالگی خریداری کرد. در عرض پنج سال، کسب و کار رموس گسترش یافت و یک داروخانه دیگر خریداری کرد. با این حال، او خیلی زود از تجارت داروخانه خسته شد و تا اینکه در سن ۲۴ سالگی وکیل شد.

## مشاغل حقوقی و مشروبات الکلی
رموس در کالج حقوق ایلینوی تحصیل کرد (بعداً با دانشکده حقوق دانشگاه دپول ادغام شد)پس از تصویب متمم هجدهم و تصویب قانون ولستد، در ۱۷ ژانویه ۱۹۲۰، ممنوعیت الکل در ایالات متحده آغاز شد. در عرض چند ماه، ریموس دید که جنایتکاران اطراف وی از طریق تولید و توزیع غیرقانونی مشروبات الکلی خیلی سریع ثروتمند می‌شوند. او تصمیم گرفت خودش با استفاده از دانش خود در مورد قانون برای فرار از مجازات، اقدام به قاچاق بکند.
او قوانین را خوبی بلد بود.  او از طریق دانش خود نسبت به قوانین توانست گریزگاه‌های این قانون را پیدا کند، این قانون به همه اجازه میداد که برای مصارف دارویی و تحت مجوز دولت اقدام به خرید مشروبات الکلی بکنند، سپس در هنگام انتقال این مشروبات افراد تحت فرمان خودش به آنها را می‌دزدیدند و در بازار سیاه به فروش می‌رساندند.  برای کسب سود بیشتر او به   به سینسیناتی رفت، جایی که ۸۰ درصد ویسکی تولیدی آمریکا در فاصله ۳۰۰ مایلی (۴۸۰ کیلومتر) تولید میشد. او انجا تولیدات اکثر تهیه کننده گان را خریداری کرد.